# Усть-Путильська сільська територіальна громада
Усть-Путильська сільська громада — територіальна громада України, в Вижницькому районі Чернівецької області. Адміністративний центр — село Усть-Путила.
Площа громади — 92,06 км², населення — 2237 мешканців (2018).
Утворена в рамках адміністративно-територіальної реформи. До складу громади ввійшли Мариничівська та Усть-Путильська сільські ради Путильського району, які 12 серпня 2015 року ухвалили рішення про добровільне об'єднання громад. А 14 серпня утворення громади затверджене рішенням обласної ради.
У 2020 року до громади були також приєданні землі Підзахаричівської і Розтоківської сільських рад.

## Населені пункти
До складу громади входять 13 сіл:
- Бисків
- Бісків
- Мариничі
- Міжброди
- Околена
- Петраші
- Підзахаричі
- Розтоки
- Товарниця
- Усть-Путила
- Хорови
- Шпетки
- Ями